# Масбу, Алексис
Алексис Масбу (фр. Alexis Masbou; род. 2 июня 1987, Альби, Франция) — французский мотогонщик, участник чемпионата мира по шоссейно-кольцевых мотогонок MotoGP. Первый мотогонщик, который набрал очки на китайском мотоцикле в серии Гран-При и гонщик, который дольше всех шел до первой победы (дебютную победу праздновал в 133-й гонке в карьере). В сезоне 2016 выступает в классе Moto3 за команду «SaxoPrint-RTG» под номером 10.

## Биография
В 1999 году, в возрасте 11 лет Алексис присоединился к французской мотоциклетной школы «Comité Départemental Moto 81», которая базировалась на трассе Circuit d’Albi. В 2001 году он дебютировал в соревнованиях, приняв участие во французском кубке «Coupe Conti» в классе 50сс.
В 2002 году Масбу дебютирует в чемпионате Франции по шоссейно-кольцевым мотогонкам в классе 125сс, где получает свои первые подиумы. За два года он стал чемпионом и вице-чемпионом страны, а также занял 5-е место на чемпионате Европы. Параллельно Алексис в 2003 году дебютирует в чемпионате мира MotoGP, приняв участие в Гран-При Франции по wild card.
После успешных выступлений Алексис получил приглашение от финской команды чемпионата мира MotoGP «Ajo Motorsport» для участия в классе 125сс в сезоне 2005. В дебютном сезоне француз продемонстрировал несколько сильных результатов, в частности, занял 5-е место на Гран-При Нидерландов. В общем зачете он набрал 28 очков, заняв 18-е место.
В 2006 году Алексис продолжил выступления с командой. Он получил в свое распоряжение новый мотоцикл, производства Malaguti. Травмы, а также неконкурентный байк, не позволили Масбу набрать ни одного очка в чемпионате в течение сезона.
После неудачного сезона контракт с командой продлен не был, поэтому Алексис вынужден был искать поддержку спонсоров для продолжения участия в чемпионате. Поддержать земляка решила федерация мотоспорта Франции, которая обеспечила его мотоциклом Honda. Несмотря на несколько успешных результатов сезона (попадание в 10-ку лучших), Масбу занял в чемпионате 21-е место и покинул команду в конце сезона.
В 2008 году Алексис поддерживает новый вызов, перебравшись вместе со своим соотечественником Жюлем Клузелем к китайской команды «Loncin Racing». Ему трижды удалось попасть в очковую зону: во Франции, Японии и Валенсии. Он стал первым гонщиком, который набрал очки с китайским мотоциклом в серии Гран-При.
Несмотря на успешные результаты, Масбу остался в команде на следующий сезон. Чемпионат сложился сложнее, чем предыдущий: с начала сезона мотоцикл не радовал стабильностью, а за 5 гонок до завершения сезона француз получил травму лодыжки, которая не позволила ему выступать.
На сезон 2010 года Алексис получил приглашение от команды «Ongetta», где получил в свое распоряжение мотоцикл Aprilia. Старт сезона стал для француза успешным: в первых двух гонках он финишировал в лучшей 10-ке, однако в середине сезона, во время Гран-При Индианаполиса, он попал в тяжелую аварию, получив травму головы, которая не позволила ему завершить сезон.
Для участия в сезоне 2011 Масбу не имел приглашения от одной из команд, поэтому чемпионат начался без него. Однако, уже на четвертую гонку сезона он получил приглашение от команды «WTR-Ten10 Racing» для замены в ней Сарата Кумара. В гонке Алексис занял 15-е место, после чего получил приглашение от команды «Caretta Technology» закончить сезон с ними на мотоцикле KTM. До конца сезона француз несколько раз попадал в очковую зону и занял в общем зачете 18-е место.
В 2012 году в чемпионате на смену класса 125сс появился Moto3. Алексис продолжил выступления с командой «Caretta Technology», на этот раз на Honda. Этот сезон стал прорывом для Масбу: в течение года он несколько раз финишировал в лучшей 5-ке, а на Гран-При Германии впервые в карьере смог подняться на подиум, завоевав 2-е место.
На сезон 2013 Алексис Масбу перешел в команду «Ongetta-Rivacold», где получил мотоцикл FTR M313. Результаты в отдельных гонках несколько ухудшились по сравнению с предыдущим сезоном (наивысшим достижением стало 2 шестых места), однако благодаря опыту и стабильному мотоцикла француз финишировал в очковой зоне в 14 из 17 гонок сезона. Это позволило занять 8-е место в общем зачете.
В сезоне 2014 Алексис продолжил работу с «Ongetta-Rivacold», где получил мотоцикл Honda NSF250RW. Перед началом сезона инженеры Honda Racing Corporation существенно поработали над мотоциклом, что позволило успешно конкурировать с KTM RC250GP и прервать серию из 27 побед подряд. Адаптация к новому мотоциклу заняла немного времени француза. В первой половине сезона он стабильно попадал в десятку лучших. Однако, уже на 9-в Гран-При сезона, в Германии, Алексис второй раз в карьере поднялся на подиум (причем, снова на том же треке, что и впервые, на два года раньше), заняв третье место. Через гонку на Гран-При Чешской Республики, Масбу отпраздновал дебютную победу в MotoGP. Успех позволил закрепиться на 6-й позиции в общем зачете класса Moto3. В целом же в сезоне Алексис финишировал не ниже 12-го места в 17 из 18 гонок сезона, что позволило по итогам сезона разместиться на 6-м месте в генеральной классификации.
На сезон 2015 Масбу перешел к немецкой команды «SaxoPrint-RTG». Первая же гонка сезона, Гран-При Катара, закончилась для француза триумфом — в напряженной борьбе он сумел опередить на финише итальянца Энеа Бастианини всего лишь на 0,027 с, или на 43 сантиметра. Эта победа наступила для Алексиса в его 133-й гонке в карьере, и по этому показателю он гонщиком, который дольше всего шел к дебютной победы в MotoGP. К сожалению, последующие гонки сезона не были такими успешными (в Индианаполисе он даже финишировал последним, 32-м), и в итоге француз занял лишь 13-е место.